# Stockholm Open 2018
Stockholm Open 2018,  oficiálně se jménem sponzora Intrum Stockholm Open 2018, byl tenisový turnaj pořádaný jako součást mužského okruhu ATP World Tour, který se hrál na krytých dvorcích s tvrdým povrchem v aréně Kungliga tennishallen. Probíhal mezi 15. až 21. říjnem 2018 ve švédské metropoli Stockholmu jako jubilejní padesátý ročník turnaje.
Turnaj s celkovým rozpočtem 686 080 eur patřil do kategorie ATP World Tour 250. Nejvýše nasazeným hráčem ve dvouhře se stal desátý tenista světa John Isner ze Spojených států amerických, kterého v semifinále vyřadil Gulbis. Jako poslední přímý účastník do hlavní singlové soutěže nastoupil americký 92. hráč žebříčku Bradley Klahn.
Premiérový singlový titul na okruhu ATP Tour vybojoval  nejmladší člen elitní světové dvacítky, 20letý Stefanos Tsitsipas. Stal se tak vůbec prvním řeckým vítězem turnaje ATP v historii. Poražený lotyšský finalista Ernests Gulbis ukončil rekordní šňůru okruhu ve finálové neporazitelnosti, čítající šest výher. Druhou společnou trofej ze čtyřher ATP si odvezla britská dvojice Luke Bambridge a Jonny O'Mara.

## Rozdělení bodů a finančních odměn

### Rozdělení bodů
| Soutěž  | vítězové | finalisté | semifinalisté | čtvrtfinalisté | 16 v kole | 32 v kole | Q  | Q2 | Q1 |
| ------- | -------- | --------- | ------------- | -------------- | --------- | --------- | -- | -- | -- |
| dvouhra | 250      | 150       | 90            | 45             | 20        | 0         | 12 | 6  | 0  |
| čtyřhra | 250      | 150       | 90            | 45             | 0         | —         | —  | —  | —  |

### Finanční odměny
| Soutěž                              | vítězové | finalisté | semifinalisté | čtvrtfinalisté | 16 v kole | 32 v kole | Q2     | Q1     |
| ----------------------------------- | -------- | --------- | ------------- | -------------- | --------- | --------- | ------ | ------ |
| dvouhra                             | €109 310 | €57 570   | €31 185       | €17 770        | €10 470   | €5 960    | €2 790 | €1 400 |
| čtyřhra                             | €33 210  | €17 460   | €9 460        | €5 410         | €3 170    | —         | —      | —      |
| částka ve čtyřhře je uvedena na pár |          |           |               |                |           |           |        |        |

## Dvouhra

### Nasazení hráčů
| Země                         | Hráč               | ATP | Nasazení |
| ---------------------------- | ------------------ | --- | -------- |
| USA                          | John Isner         | 10. | 1.       |
| Itálie                       | Fabio Fognini      | 13. | 2.       |
| Řecko                        | Stefanos Tsitsipas | 15. | 3.       |
| USA                          | Jack Sock          | 17. | 4.       |
| Francie                      | Lucas Pouille      | 18. | 5.       |
| Jižní Korea                  | Čong Hjon          | 26. | 6.       |
| Kanada                       | Denis Shapovalov   | 29. | 7.       |
| Španělsko                    | Fernando Verdasco  | 30. | 8.       |
| Žebříček ATP k 8. říjnu 2018 |                    |     |          |

### Jiné formy účasti na turnaji
Následující hráči obdrželi divokou kartu do hlavní soutěže:
- Čong Hjon
- Elias Ymer
- Mikael Ymer

Následující hráči postoupili z kvalifikace:
- Ernests Gulbis
- Oscar Otte
- Peter Polansky
- Alexej Popyrin

Následující hráč postoupil z kvalifikace jako tzv. šťastný poražený:
- Jürgen Zopp

### Odhlášení
před začátkem turnaje
- Peter Gojowczyk → nahradil jej  Jürgen Zopp

### Skrečování
- Čong Hjon

## Čtyřhra

### Nasazení párů
| Země                                                                     | Hráč           | Země               | Hráč            | ATP | Nasazení |
| ------------------------------------------------------------------------ | -------------- | ------------------ | --------------- | --- | -------- |
| Španělsko                                                                | Marc López     | Pákistán           | Ajsám Kúreší    | 73. | 1.       |
| USA                                                                      | Jack Sock      | USA                | Jackson Withrow | 88. | 2.       |
| Nový Zéland                                                              | Marcus Daniell | Nizozemsko         | Wesley Koolhof  | 93. | 3.       |
| Spojené království                                                       | Ken Skupski    | Spojené království | Neal Skupski    | 97. | 4.       |
| Žebříček ATP k 8. říjnu 2018; číslo je součtem postavení obou členů páru |                |                    |                 |     |          |

### Jiné formy účasti
Následující páry obdržely divokou kartu do hlavní soutěže:
- Markus Eriksson /  André Göransson
- Elias Ymer /  Mikael Ymer

## Přehled finále

### Mužská dvouhra
- Stefanos Tsitsipas vs.  Ernests Gulbis, 6–4, 6–4

### Mužská čtyřhra
- Luke Bambridge /  Jonny O'Mara vs.  Marcus Daniell /  Wesley Koolhof, 7–5, 7–6(10–8)